# 恋することのもどかしさ
「恋することのもどかしさ」（こいすることのもどかしさ、原題 : Maybe I'm Amazed）は、ポール・マッカートニーの楽曲である。1970年に発売されたソロデビュー・アルバム『マッカートニー』に収録された。発売当初はシングル・カットされることはなかったが、1977年にライブ・アルバム『ウイングス・オーヴァー・アメリカ』からライブ音源がシングル・カットされた。このシングル盤は、Billboard Hot 100で最高位10位、全英シングルチャートで最高位28位を記録した。
1977年に発売されたシングル盤では「ハートのささやき」という邦題が使用され、一部の作品では原題に近い「メイビー・アイム・アメイズド」という邦題が使用されている。
『ローリング・ストーン』誌が発表した「オールタイム・グレイテスト・ソング500」では第347位にランクインしている。

## 背景
「恋することのもどかしさ」は、マッカートニーが1969年に書いた楽曲で、妻のリンダへの愛を歌ったロック・バラードとなっている。楽曲についてマッカートニーは、「リンダと知り合って間もない頃に、ロンドンでピアノを使って書いた曲。自然に出てきた曲の1つで、とても特別なもの」と語っている。
1970年2月22日にEMIレコーディング・スタジオのスタジオ2でレコーディングが行なわれ、同日に「エヴリナイト」のレコーディングも行われた。マッカートニーは、ボーカル、ピアノ、オルガン、ベース、ギター、ドラムのすべての楽器の演奏を担当した。また、バッキング・ボーカルでリンダも参加している。レコーディングについて、マッカートニーは「やっていて楽しかったし、歌っていても楽しかった」と語っている。
リンダが撮影した写真が使用されたミュージック・ビデオが制作されており、1970年4月19日に放送された『エド・サリヴァン・ショー』で披露された。2020年4月17日にはYouTubeでHDリマスターされたミュージック・ビデオが公開された。

## 評価
2004年に『ローリング・ストーン』誌が発表した「オールタイム・グレイテスト・ソング500」では第347位にランクインしている。
『ローリング・ストーン』誌のラングドン・ウィナーは、アルバム『マッカートニー』発売当時のレビューで、本作について「とてもパワフルな曲」「レコードの主要なサブテーマの1つは、ひどい孤独な苦しみは愛によって払拭できるということ」と評している。『ピッチフォーク』のジョー・タンガリは、「ジャンク」や「シンガロング・ジャンク」と共に、「マッカートニーの“最高点”」の1つとして挙げている。

## ライブ・バージョン
1976年5月から6月にかけて行われた北米ツアーの模様を収め、12月に発売されたライヴ・アルバム『ウイングス・オーヴァー・アメリカ』に、同年5月29日のカンザスシティ・ケンパーアリーナ公演からのライブ音源が収録された。1977年2月4日にシングル・カットされると、アメリカのビルボード誌では4月2日に最高位第10位に到達、全英シングルチャートでは最高位第28位を記録した。
なお、日本盤アルバムでは「メイビー・アイム・アメイズド」、シングルでは「ハートのささやき」という邦題が使用されている。
1981年に公開された記録映画『ロックショウ』にもライヴ映像が収録されているが、こちらは5月25日のニューヨーク・マディソン・スクエア・ガーデン公演での演奏である。
B面に収録の「ソイリー」は、1976年6月7日のデンバー・マクニコルズ・スポーツ・アリーナ公演からのライブ音源。ウイングスの初期ツアーから演奏され続けてきたロック・ナンバーである。

### シングル盤収録曲
| #         | タイトル                               | 作詞・作曲                                    | 時間  |
| --------- | -------------------------------------- | --------------------------------------------- | ----- |
| 1.        | 「ハートのささやき」(Maybe I'm Amazed) | ポール・マッカートニー                        | 5:11  |
| 2.        | 「ソイリー」(Soily)                    | ポール・マッカートニー リンダ・マッカートニー | 5:10  |
| 合計時間: | 合計時間:                              | 合計時間:                                     | 10:21 |

| 全作詞・作曲: ポール・マッカートニー。 |                                               |                        |                        |      |
| #                                      | タイトル                                      | 作詞                   | 作曲・編曲             | 時間 |
| 1.                                     | 「Maybe I'm Amazed (Short Version) (Mono)」   | ポール・マッカートニー | ポール・マッカートニー | 3:43 |
| 2.                                     | 「Maybe I'm Amazed (Album Version) (Mono)」   | ポール・マッカートニー | ポール・マッカートニー | 5:11 |
| 3.                                     | 「Maybe I'm Amazed (Short Version) (Stereo)」 | ポール・マッカートニー | ポール・マッカートニー | 3:43 |
| 4.                                     | 「Maybe I'm Amazed (Album Version) (Stereo)」 | ポール・マッカートニー | ポール・マッカートニー | 5:11 |
| 合計時間:                              | 合計時間:                                     | 17:48                  |                        |      |

### チャート成績

#### 週間チャート
| チャート (1977年)        | 最高位 |
| ------------------------ | ------ |
| Canada Top Singles (RPM) | 9      |
| UK シングルス (OCC)      | 28     |
| US Billboard Hot 100     | 10     |
| US Cash Box Top 100      | 10     |

#### 年間チャート
| チャート (1977年)        | 順位 |
| ------------------------ | ---- |
| Canada Top Singles (RPM) | 96   |
| US Cash Box              | 94   |

## クレジット
スタジオ音源
- ポール・マッカートニー - リード・ボーカル、エレクトリック・ギター、ベース、ピアノ、オルガン、ドラム
- リンダ・マッカートニー - バッキング・ボーカル

ライブ音源（1976年）
- ポール・マッカートニー - リード・ボーカル、ピアノ
- リンダ・マッカートニー - バッキング・ボーカル、オルガン
- デニー・レイン - バッキング・ボーカル、ベース
- ジミー・マカロック - リードギター
- ジョー・イングリッシュ - ドラム

## カバー・バージョン
- フェイセズ - 1971年に発売されたアルバム『ロング・プレイヤー』に収録[21]。
- ジョー・コッカー - 2004年に発売されたアルバム『Heart & Soul』に収録[22]。
- デイヴ・グロール & ノラ・ジョーンズ - 2010年にマッカートニーがケネディ・センター名誉賞を受賞したことを記念して12月5日にホワイトハウス前で開催されたイベントで演奏[23]。
- ビリー・ジョエル - 2014年に発売されたトリビュート・アルバム『The Art of McCartney』に収録[24]。